# Pond Creek Township
Pond Creek Township est un ancien township du comté de Greene dans le Missouri, aux États-Unis,.
Le township est baptisé en référence à la rivière Pond Creek (en), un affluent de la rivière Sac River (en).

## Source de la traduction
- (en) Cet article est partiellement ou en totalité issu de l’article de Wikipédia en anglais intitulé « Pond Creek Township, Greene County, Missouri » (voir la liste des auteurs).